# 座堂花园

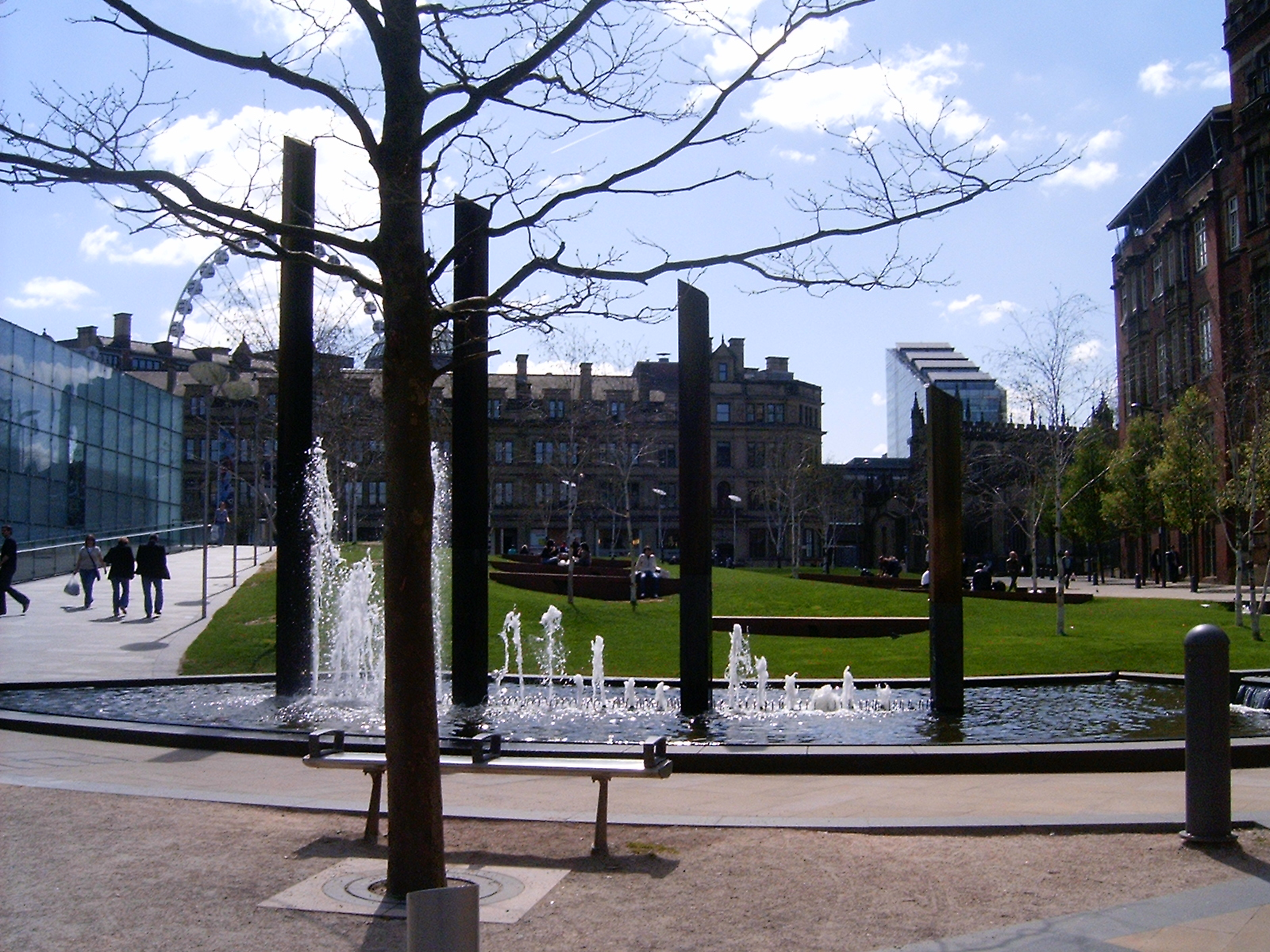
座堂花园

座堂花园（Cathedral Gardens），是西北英格兰曼彻斯特市中心的一个开放空间。北面是曼彻斯特维多利亚站，西面是切塔姆音乐学院及切塔姆图书馆，南面是曼彻斯特座堂和谷物交易所 (曼彻斯特)，东面是国家足球博物馆。

## 历史

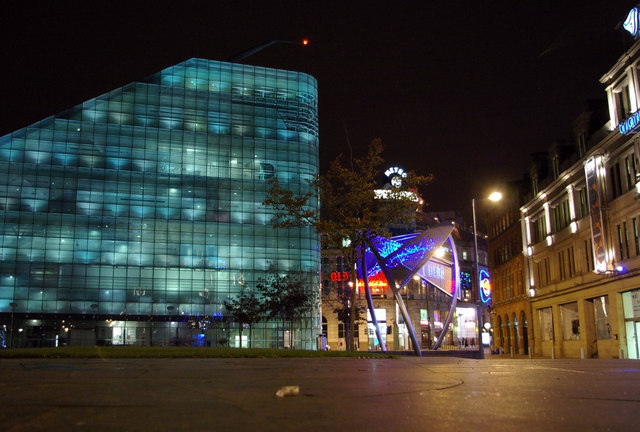
座堂花园和乌尔比斯夜景

工业革命之前，曼彻斯特只是一个小镇，集中在座堂周围。工业革命期间，曼彻斯特迅速扩张，其中心向南移动。19世纪60年代维多利亚车站建成后到20世纪80年代之前，此处为服务于旅客的酒店和商店。后来曾改为停车场。
1996年6月15日，爱尔兰共和军在曼彻斯特市中心制造1996年曼彻斯特爆炸案，这是英国最大的爆炸案，对爆炸现场周围半英里造成了破坏。爆炸后，曼彻斯特当局对受损区域进行重新开发。马莎百货新旗舰店（当时是世界上最大的）和Urbis画廊建成后，座堂花园向公众开放，包括大片草地。